# FL Studio
FL Studio (раніше Fruity Loops) — редактор-секвенсер для написання музики, створений 1997 року програмістом Дідьє Дембреном (також відомим під псевдонімом «gol»), який розробляв цю програму вісім років, і що випускається компанією Image-Line Software. Музика створюється шляхом запису і зведення (звукозапису) аудіо-, або MIDI-матеріалу. Готова композиція може бути записана у файл з розширенням WAV, MP3 або OGG. Програма написана мовою програмування Delphi.
У програмі міститься 4900 звукових ефектів, які допомагають як складати, так і редагувати музику. Продуктом компанії користуються близько 80 тисяч користувачів. Названий на честь героя фільму «Хакери» — Фруктового Зашморга.

## Інтерфейс
Основні елементи FL Studio:
- Step Sequencer — дозволяє швидко створювати і редагувати лупи, додавати нові генератори (канали) і видаляти непотрібні;
- Piano Roll — являє собою двовимірну сітку, по вертикальній осі якої відкладено рівень висоти звуку, по горизонтальній — час, має більше можливостей, ніж step sequenser;
- Playlist — дозволяє розміщувати створені в Step Sequenser або в Piano Roll петлі, або розташовувати звукові файли;
- Mixer — тут відбувається зведення композиції і обробка її плагінами та ефектами;
- Sample Browser — легкий доступ до аудіофайлу, плагінів і налаштувань.

### Системні вимоги
FL Studio 24.1 працює на комп'ютерах з ОС Windows 10 і 11 на процесорах Intel i AMD. ARM процесори не підтримується.
macos 10.15 (Catalina) і більше на процесорах Intel або Apple Silicon CPU.
Потрібно 4Гб дискового простору і не менше 4Гб оперативної пам'яті.
```
!!! Інформація підлягає оновленню.FL Studio обробляє звук, використовуючи внутрішній 32-бітний алгоритм з 
рухомою комою
. Він підтримує частоту дискретизації до 192
 
кГц з використанням драйверів WDM і ASIO.
```

## Робота
FL Studio є доріжковим патерн секвенсером, де створення музики відбувається в панелях Piano Roll, Step Sequencer і потім здійснюється збірка у вікні Playlist, та кінцева обробка у вікні Mixer. Є великий набір вже готових інструментів і безліч ефектів, які можуть бути задіяні в режимі реального часу.
Редактор Piano Roll використовується для написання складних поліфонічних партій. По суті Piano Roll є нотним станом, але в більш доступній формі: можна писати партитуру, керуючись лише власним слухом. Редактор представлений у формі віртуальної клавіатури піаніно і містить 128 клавіш. Кожна клавіша є нотою. Використовуючи такий тип візуального редактору, можна обійтися без додаткових позначень знаків альтерації та пауз, що значно спрощує створення партитури.
Плейлист цього редактору розмежований розділами. Ці розділи позначають часовий період звучання ноти. Тобто клавіатура — це вісь Y, а часовий розмежовувач — це вісь Х.
Головна складова проекту композиції — генератор (канал).
Генератор синтезує або відтворює звук. Генераторів в проекті композиції може бути необмежена кількість. Кожен генератор володіє своїми налаштуваннями, унікальним звуком, що імітує будь-який інструмент. Для генераторів програмуються нотні партитури, записувані в Piano Roll. Партитури у FL Studio мають кінцеву довжину. Шматочки партитур (патерни) складаються в послідовності (розташовуються в потрібному порядку в списку відтворення) у вікні Playlist. Звук кожного генератора може бути оброблений за допомогою безлічі ефектів.
Як генератор можна підключити будь-який VST або DXi плагін. Окрім того, FL Studio можна використовувати в інших музичних редакторах як VST або DXi плагін.
Особливістю FL Studio є те що використовуючи даний програмний продукт, можливо написання музичних композицій будь-якого рівня складності, не маючи, при цьому, музичної освіти і відповідних навичок. Завдяки цьому, та іншим чинникам FL Studio є одним з найпопулярніших музичних редакторів, яким користуються велика кількість професійних музикантів та аматорів.